# Antonio Caula y Concejo
Antonio Caula y Concejo (1842 - ca. 1927). Foi um pintor e aquarelista espanhol, especializado em retratos e paisagens de pontos de vista de portos e composições que incluem vários navios da Armada espanhola.   

## Biografia
Começou seu treinamento nas Escolas de Belas Artes de La Coruña e San Fernando de Madrid, foi discípulo de T. Vidal e Juan Pérez Villaamil. Ele regularmente enviou suas obras para competições e exposições, para as Belas Artes Nacionais e Exposição Universal de Barcelona, em 1888, entre outros.    
Trabalhou como desenhista para a seção de engenheiros do Ministério da Marinha entre 1878 e 1888, e tornou-se pintor curador e restaurador do Museu Naval en 1908. Especializou-se em retratos, fazendo vários de D. Alfonso XII, mas a maior parte de seu trabalho foi ligado ao mar, com grande conhecimento refletindo os diferentes tipos de navios da armada espanhola. Este tipo de pintura documental foi importante e característico registro histórico, estas vistas panorâmicas que recolhem vários navios ou um esquadrão reunidos por ocasião de algum ato oficial ou efemérides, do qual são paradigmáticos algumas pinturas de Antonio de Caula y Concejo. Este artista passou de estudos náuticos para pintura tornando-se um cavaleiro do Rei Alfonso XII e chegou a ser condecorado com a Cruz do Mérito Naval.  
Suas pinturas foram exibidas na Nacional de Belas Artes (1878) e na Universal de Barcelona (1888). No momento, parte de seu trabalho pode ser visto no Museu Naval de Madrid, no Museu do Prado, no Senado ou na cidade de Barcelona.    

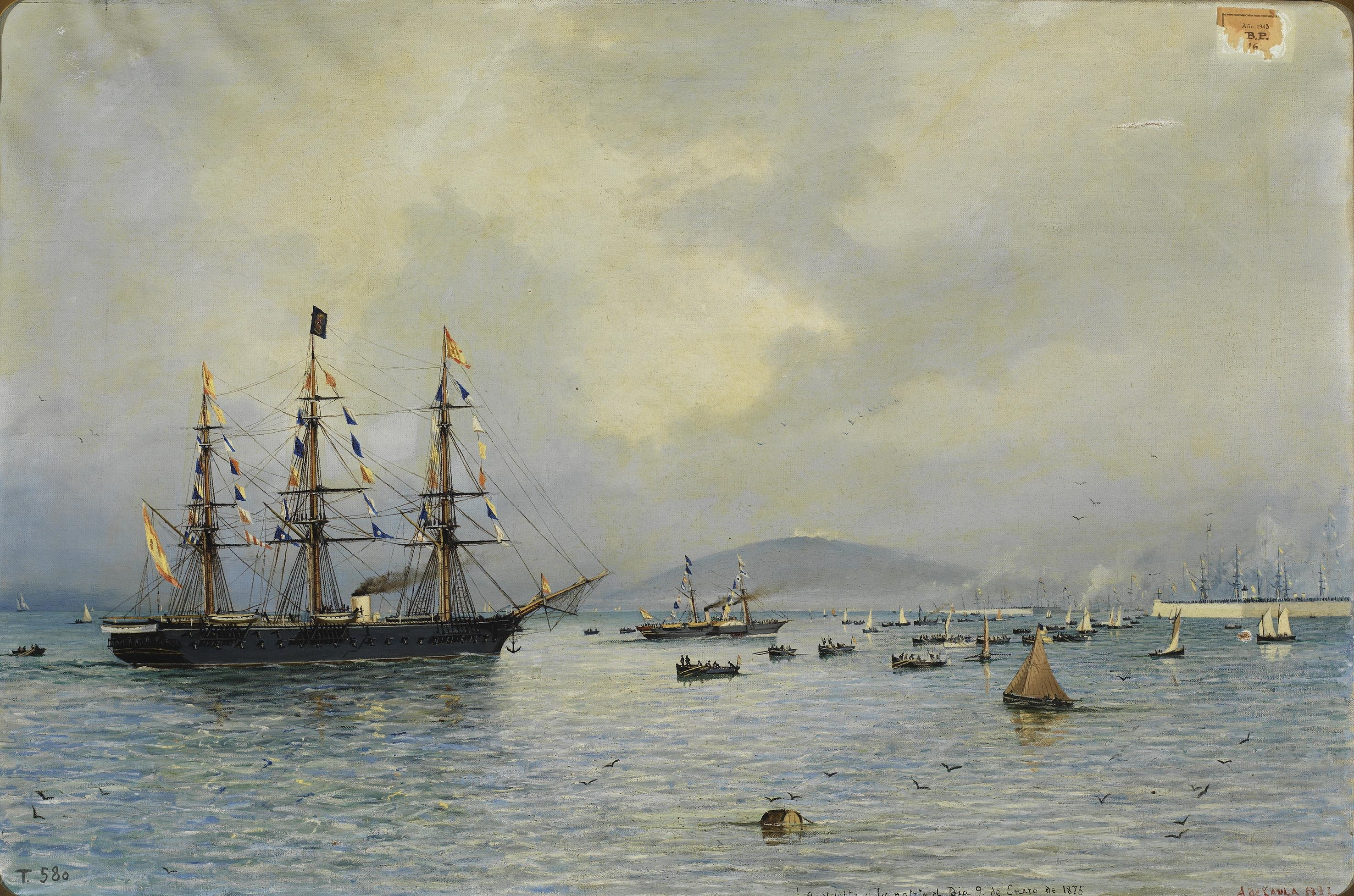
La vuelta a la patria el día 9 de enero de 1875. Óleo sobre tela, 1882 (Museo Nacional del Prado).

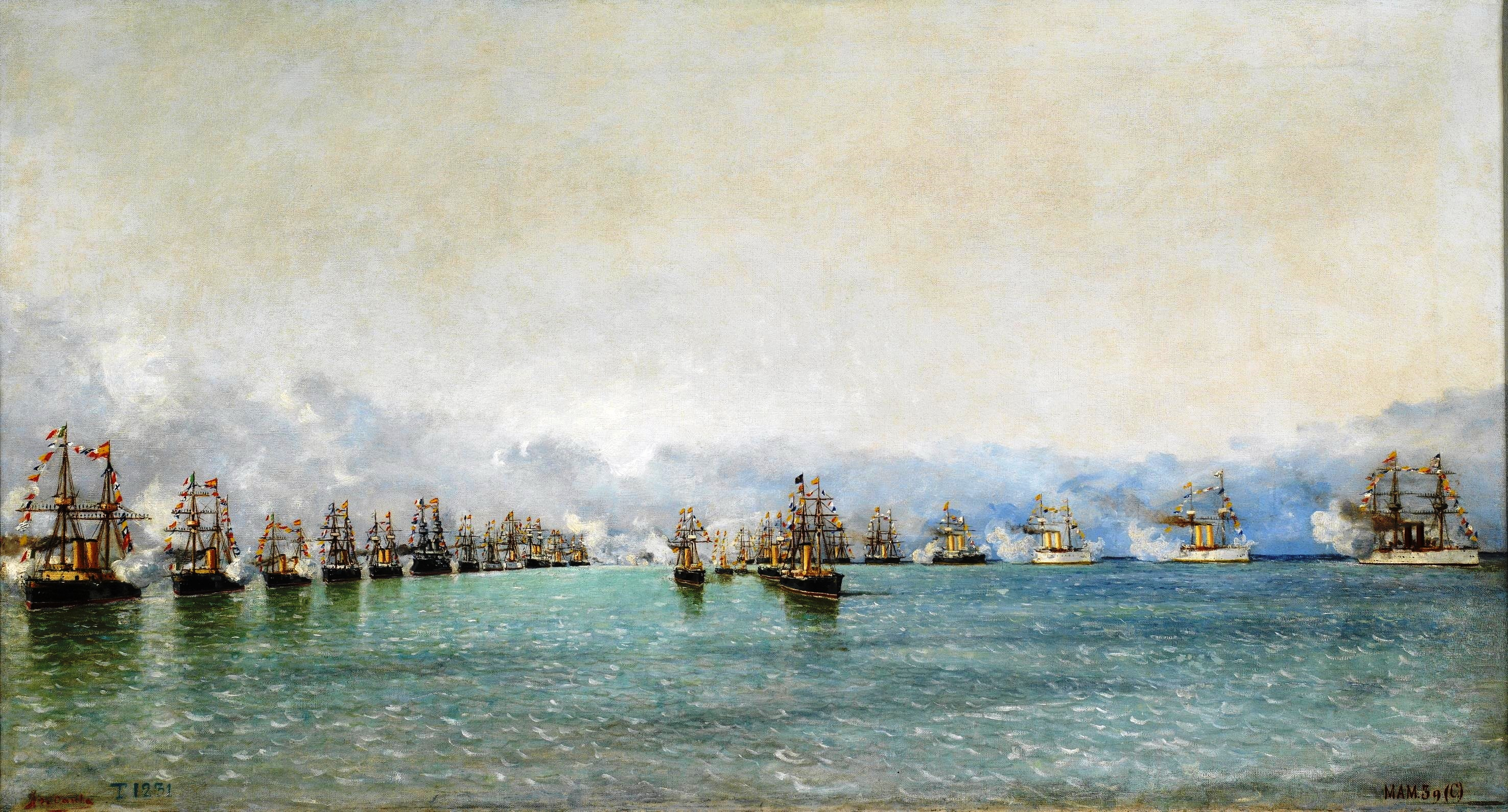
A rumbo. Óleo sobre tela, ca. 1895 (Museo Nacional del Prado).

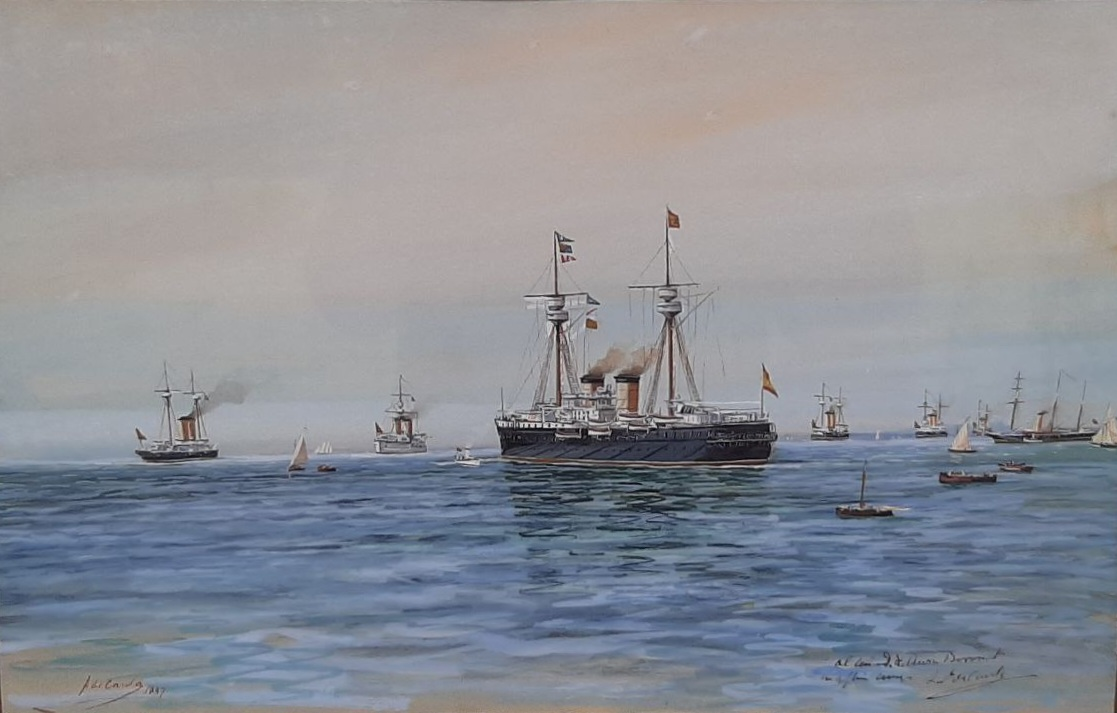
Marina con yates. Pastel sobre papel, 1897 (colección particular).

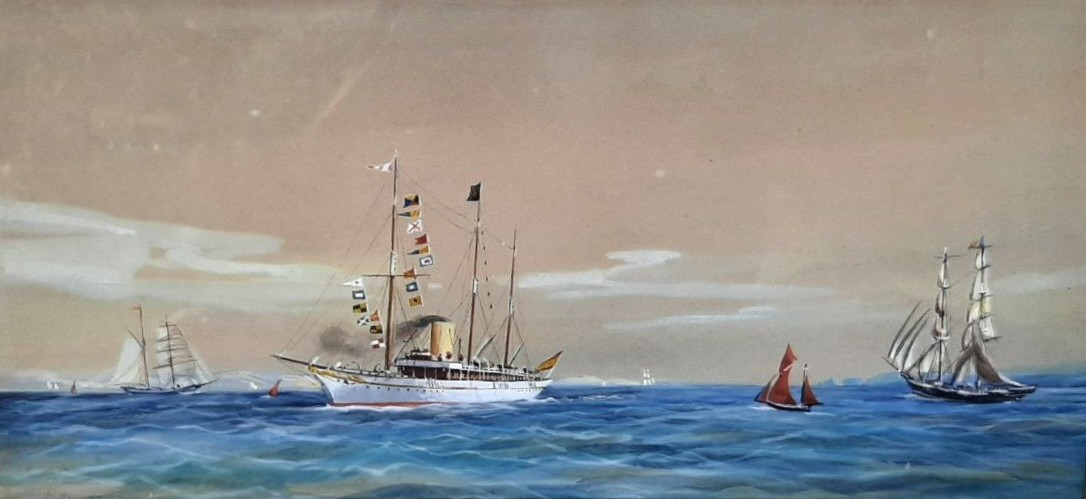
Marina representando el yate Giralda y balandros. Gouache sobre cartón, ca. 1900-1912 (colección particular).

Entre 1887 e 1889, De Caula gravou três patentes (No. 7403, No. 8099 e No. 10034) para um sistema de sinalização náutica, para que os navios pudessem se comunicar uns com os outros ou com o continente, fosse de dia ou de noite. O método foi baseado na atribuição de três algarismos (1, 2 e 3) com muitas bandeiras de diferentes formas e cores. Essas patentes tiveram vida curta, porque esses sinais não eram correntes ou expiraram por não cumprir o processo de implementação. 